# فيليا (مفهوم)

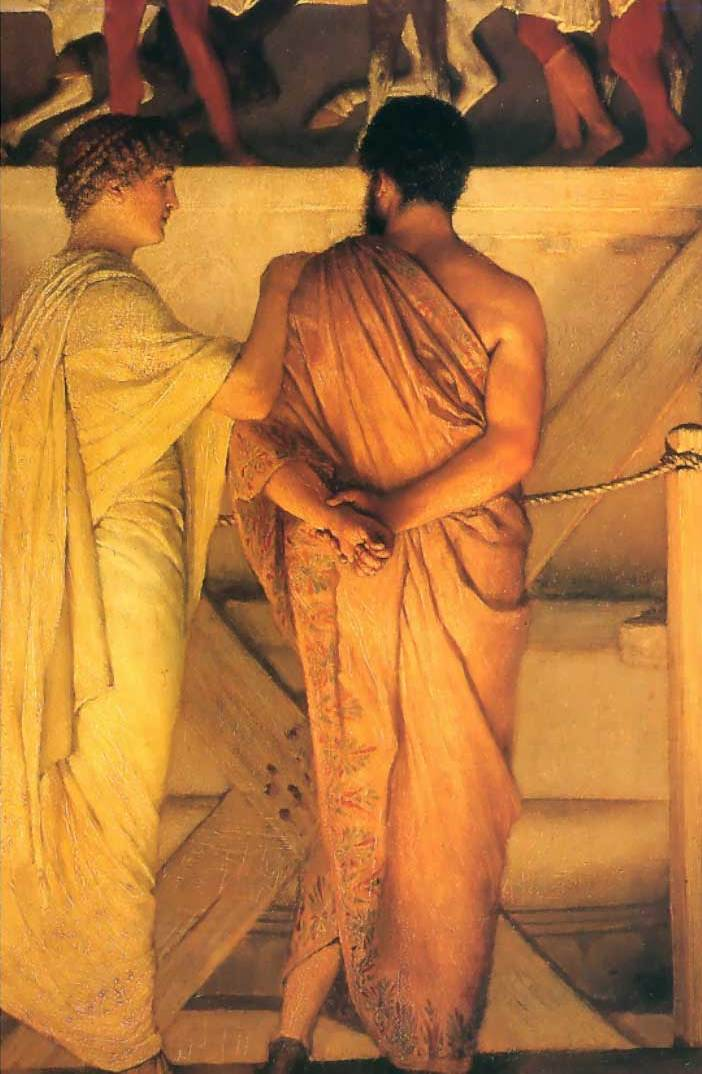
تفاصيل من فيدياس يظهر إفريز البارثينون لأصدقائه بقلم لورنس ألما تاديما (1868)

فيليا ( /ˈfɪliə/ ، (philía)) هي إحدى الكلمات اليونانية الأربع القديمة التي تعني الحب : philia و storge و agape وeros. في كتاب أرسطو " الأخلاق النيقوماخية"، عادة ما تُترجم كلمة philia على أنها صداقة أو عاطفة. والعكس الكامل يسمى رهاب.